# ザ・サリヴァンズ (ミサイル駆逐艦)
|          | |
| 艦歴     | |
| 発注     | 1992年4月8日                                                                                               |
| 起工     | 1994年7月27日                                                                                              |
| 進水     | 1995年8月12日                                                                                              |
| 就役     | 1997年4月19日                                                                                              |
| 退役     | |
| その後   | 就役中 |
| 要目     | |
| 排水量   | 満載: 8,362 トン                                                                                           |
| 全長     | 153.9 m (505 ft)                                                                                           |
| 全幅     | 20.1 m (66 ft)                                                                                             |
| 吃水     | 9.4 m (31 ft)                                                                                              |
| 機関     | COGAG方式                                                                                                  |
| 機関     | LM 2500-30ガスタービンエンジン (27,000shp) ×4基                                                            |
| 機関     | 可変ピッチプロペラ（5翅）×2軸                                                                              |
| 最大速   | 31ノット                                                                                                   |
| 航続距離 | 4,400 海里（20ノット時）                                                                                   |
| 乗員     | 士官、兵員 337名                                                                                           |
| 兵装     | Mk.45 mod.2 5インチ単装砲 ×1基                                                                             |
| 兵装     | Mk.38 25mm単装機関砲 ×2基                                                                                  |
| 兵装     | Mk.15 20mmCIWS×2基                                                                                         |
| 兵装     | M2 12.7mm機銃 ×4挺                                                                                         |
| 兵装     | Mk.41 mod.2 VLS ×90セル - SM-2MR/ER SAM - SM-3 ABM - ESSM 短SAM - VLA SUM - トマホーク SLCM などを発射可能 |
| 兵装     | ハープーンSSM 4連装発射筒×2基                                                                              |
| 兵装     | Mk.32 3連装短魚雷発射管×2基                                                                                |
| 艦載機   | ヘリコプター甲板のみ, 格納庫なし                                                                           |
| C4ISTAR  | AWS B/L 5 (Mk.99 GMFCS×3基)                                                                                |
| C4ISTAR  | AN/SQQ-89                                                                                                  |
| センサ   | AN/SPY-1D 多機能レーダー×4面                                                                               |
| センサ   | AN/SPS-67 対水上レーダー×1基                                                                               |
| センサ   | AN/SQS-53C艦首装備ソナー                                                                                   |
| センサ   | AN/SQR-19 曳航ソナー                                                                                       |
| 電子戦   | AN/SLQ-32(V)2 ESM装置                                                                                      |
| 電子戦   | Mk.36 mod.12 デコイ発射装置                                                                                |
| モットー | We Stick Together                                                                                          |

ザ・サリヴァンズ (英語: USS The Sullivans, DDG-68) は、アメリカ海軍のミサイル駆逐艦。アーレイ・バーク級ミサイル駆逐艦の18番艦。その名を持つ艦としては二隻目。艦名はサリヴァン兄弟に因む。ジョージ、フランシス、ジョーゼフ、マディソンおよびアルバート・サリヴァンの五人兄弟は1942年11月の第三次ソロモン海戦で乗船していた巡洋艦ジュノーが日本海軍の潜水艦伊26によって撃沈され全員戦死した。これは第二次世界大戦においてアメリカの一家に起きた最大の悲劇であった。

## 艦歴
ザ・サリヴァンズの建造契約はメイン州バスのバス鉄工所に1992年4月8日に発注された。1994年7月27日に起工、1995年8月12日にケリー・アン・サリヴァン・ローレン（アルバート・サリヴァンの孫娘）によって命名、進水し、1997年4月19日にジェラルド・D・ロンコラート艦長の指揮下就役した。
ザ・サリヴァンズは1997年4月26日にニューヨークを出航し、バージニア州ノーフォークに4月27日到着した。その後給油艦プラット(USS Platte, AO-186)から洋上補給を受け、4月29日にフロリダ州のメイポート海軍基地に向けて出港する。ザ・サリヴァンズは5月2日に新たな母港に到着した。
5月中旬に2日間の砲撃試験を終えた後に、ザ・サリヴァンズは5月27日に西インド諸島への整調航海に向かう。その巡航ではプエルトリコ水域およびバージン諸島を訪れ、多数のソナー、砲撃および水雷訓練を行った。艦はルーズベルト・ローズ海軍基地を二度訪れ、バージン諸島のセント・トーマス島に停泊した。6月29日にザ・サリヴァンズはVLSからスタンダード SM-2 ERミサイルの試験発射を行った。週末の7月4日にメイポートで停泊した後、バージニア岬での複合ミサイル発射演習のため他のアーレイ・バーク級駆逐艦、タイコンデロガ級ミサイル巡洋艦、駆逐艦およびフリゲートと合流した。ザ・サリヴァンズは7月12日にメイポートに寄港し、維持作業を行った。
8月中旬に3日間のダメージ・コントロール演習を行った後、整調航海の有効性確認を行う。9月3日にメイン州に向けて出航、9月5日にバス鉄工所に到着した。造船所では船体の再塗装、上部構造の改修、エンジニアリング・プラントおよび戦闘システムの改良を行った。補修、改良作業が終了すると、ザ・サリヴァンズはメイポートに向けて出航、11月23日に到着した。
12月8日に原子力空母「エンタープライズ」(USS Enterprise, CVN-65)とジョージア州沖で合流、一週間の訓練を行う。12月11日に航空警戒を行っている際、T-45 ホーク訓練機が発艦直後に着水し、ザ・サリヴァンズは現場水域に急行した。エンタープライズの救援ヘリはパイロットを安全に救助し、ザ・サリヴァンズからボートは事故の原因断定を行うための残骸を相当数回収した。
ザ・サリヴァンズはさらにヘリコプター着艦訓練を12月12日の休養で帰港する前に完了した。
1998年1月にザ・サリヴァンズは「長期自立艦上訓練確立」のために計画された一連の訓練を開始した。その訓練にはエンジニアリング、格闘、航海、戦闘シナリオ訓練が含まれた。これらの訓練は5月18日まで続けられ、その後ザ・サリヴァンズはニューヨークでフリート・ウィークの祝賀行事に参加した。
一週間にわたる港訪問に続いて、ザ・サリヴァンズは「ユニファイド・スピリット'98」へ参加準備を行うため5月26日にノバスコシア州ハリファックスへ向かう。演習中にザ・サリヴァンズはナッソー(USS Nassau, LHA-4)を中心とする揚陸機動部隊に合流する。この多国籍平和維持軍による演習活動では揚陸艦隊の護衛任務に従事した。カナダ、イギリス、ドイツ、フランス、ノルウェー、デンマーク、ベルギーおよびポルトガルからの艦艇がこの演習に参加した。演習終了後、ザ・サリヴァンズはマサチューセッツ州ボストンを訪れ、続いて乗組員の家族や親類を乗艦させメイポートに向かい、7月1日に到着した。
夏にフロリダ海岸沖で海軍兵学校生の訓練を行った後、ロンコラート艦長が退任し、E・スコット・ヘブナー艦長が着任した。ザ・サリヴァンズは「ジョン・F・ケネディ」戦闘グループの第24駆逐艦隊に配属される。
1999年には様々な訓練演習に参加し、初の地中海配備が行われる。2000年にはアラビア海で訓練を行い、3月後半まで艦上演習が行われた。2000年2月9日にヘブナー艦長が退任し、ダニエル・ポール・ケラー艦長が着任し、交代式典がペルシャ湾で行われた。
アルカーイダは2000年攻撃計画の一部として2000年1月3日にザ・サリヴァンズに対する攻撃を試みた。計画では爆発物を満載したボートでザ・サリヴァンズの船体に近づき自爆する予定であったが、ボートに搭載した爆薬の量が多すぎたため沈没し、攻撃は取り消しを余儀なくされた。その後アルカーイダは同様の計画を再び試み、2000年10月12日にコールに対して攻撃を成功させた（米艦コール襲撃事件）。
ペルシャ湾で港訪問を行った後、ザ・サリヴァンズは六ヶ月間の配備を完了し、2000年4月に地中海経由で母港に帰港する。フロリダ州ケープカナベラルでのビーチフェスティバルに参加した後、ザ・サリヴァンズはメンテナンス・オーバーホールを行った。
2002年2月に、サリヴァンズはオペレーション・エンデューリング・フリーダムの支援としてアラビア海へ「ジョン・F・ケネディ」戦闘グループと展開した。
2006年7月11日、アイルランドのコーク海岸南西96マイルの海上で事故が発生し、負傷した乗組員が沿岸警備隊のヘリコプターによりコーク地域病院に搬送された。